# Museo de Mineralogía de la UAEH
El Museo de Mineralogía de la Universidad Autónoma del Estado de Hidalgo, es un museo mineralógico que exhibe minerales y rocas; ubicado en el Edificio central de la UAEH dentro del centro histórico de la ciudad de Pachuca de Soto, en el estado de Hidalgo, México. El museo es considerado como el más antiguo del estado de Hidalgo, y uno de los más longevos de México en su ramo.

## Historia
En 1869 cuando se funda la Universidad Autónoma del Estado de Hidalgo, entonces denominada como Instituto Literario y Escuela de Artes y Oficios; se ofreció la carrera de Ingeniero de Minas y Topografía, el crecimiento paulatino de la demanda académica propició la adquisición de materiales y equipos. El 25 de junio de 1879, el gobernador de Hidalgo, Rafael Cravioto y Director del Instituto, Miguel Mancera de San Vicente, obtuvieron las primeras colecciones de mineralogía y geología.
En 1893 se mandó construir el mobiliario adecuado para la exhibición de la colección, encargando el trabajo al Mtro. Carpintero Teófilo Moreno, quien talló en cedro blanco vitrinas y anaqueles. Algunos de ellos conservan todavía los cristales originales realizados con la técnica conocida como “Vidrio Planchado” (se distinguen por las irregularidades de superficie, burbujas de aire y color). El 23 de octubre de 1894, los minerales fueron expuestos al público.
Ocupó primeramente uno de los salones de la sección posterior del Edificio central de la UAEH; se le trasladó después al entrepiso construido en lo que hoy se conoce como Salón de Actos Ingeniero Baltasar Muñoz Lumbier; luego ocupó un salón en la planta alta del edificio anexo de estilo Art-Decó; y actualmente se encuentra en una galería contigua a la Sala Dr. J. Pilar Licona Olvera.
El proyecto del Geoparque Comarca Minera que busca dar valor al patrimonio geológico, minero, arqueológico y cultural de la región de la Comarca Minera; fue designado de manera oficial dentro de la Red global de geoparques de la Unesco, el 5 de mayo de 2017, quedando el Museo de Mineralogía como uno de los treinta y un geositios del proyecto.

## Exhibición

Sala de exhibición.

La muestra contempla más de mil ejemplares. Los minerales están clasificados en nueve familias: nativos, 1. sulfuros, 2. sulfosales, 3. óxidos, 4. halógenos, 5. carbonatados, 6. carbonatados, boratos, nitratos, 7.sulfatos, tungstanatos, molibdatos, 8. fosfatos, arseniatos, vanadatos, y 9. silicatos. Las rocas se clasificaron por su origen: 1. ígneas, 2. sedimentarias, y 3. metamórficas.
A las colecciones se añadieron algunos fósiles y una momia encontrada en Tepeji del Río; este cuerpo fue enviado originalmente para emplearse en las clases de Anatomía. En el mismo recinto también se pueden admirar probetas, balanzas y otros instrumentos científicos. Tales instrumentos científicos se adquirieron a finales del siglo XIX para equipar los gabinetes de Física y Química.